# Kima montana
Kima montana är en spindelart som beskrevs av Wesolowska, Szeremeta 200. Kima montana ingår i släktet Kima och familjen hoppspindlar. Inga underarter finns listade i Catalogue of Life.